# Râul Mâtnic
Râul Mâtnic este un curs de apă afluent al râului Timiș.

## Hărți
- Harta Județului Caraș-Severin